# Йенссен, Рубен
Рубен Иттергор Йенссен (норв. Ruben Yttergård Jenssen; род. 4 мая 1988, Тромсё) — норвежский футболист, играющий за клуб «Тромсё». Выступал за сборную Норвегии. Играл на постоянной основе за «Тромсё» в высшей лиге Норвегии с 2008 года, и стал одним из самых важным для команды игроков. Затем перешёл в немецкий «Кайзерслаутерн». Ранее играл как вингер, однако, в настоящее время играет на позиции центрального защитника. Йенссен дебютировал за сборную в мае 2010 года, и, с тех пор, стал постоянным игроком основы сборной, в стартовом составе с мая 2010 года. Сын ушедшего на пенсию футболиста Трульса Йенссена.

## Личная жизнь
Родился в Тромсё, Норвегия. В молодости играл за местный клуб «Флёйа». Его семья переехала в Согн-ог-Фьюране, когда его отец, Трульс Йенссен, был назначен главным тренером футбольного клуба «Согндал» в сезоне 1997 года, и девятилетний Рубен начинает играть в детской школе футбольного клуба.
Мать Йенссена, Анн-Торильд, которая играла в баскетбол за Tromsø Basketballklubb (сейчас называется Тромсё Сторм), не хотела, чтобы он играл в футбол, а была за гимнастику и баскетбол в жизни сына. После того, как год он отыграл в баскетбол по настоянию матери, он спросил у неё, может ли он прекратить эти занятия.

## Клубная карьера
После игры за молодёжную команду «Тромсё», Йенссен, в сезоне 2006 года, поднимается в основу команды. Он подписывает четырёхлетний контракт с клубом в апреле 2006 года, и Штейнар Нильсен, спортивный директор «Тромсё», утверждает в тот момент, что Йенссен — один из самых талантливых футболистов, которых когда-либо видел клуб. Главный тренер «Тромсё» Ивар Мортен Нормарк утверждает, что, в плане развития молодых талантов и футбола Северной Норвегии в целом, для клуба подписать Йенссена лучше, чем подписать Рональдиньо.
Во времена своего детства Рубен играл на позиции центрального полузащитника, но в 2006 году переходит на позицию левого вингера. Дебютирует за «Тромсё» в первом матче сезона 2006 года против клуба «Мольде» 9 апреля 2006 года. Несмотря на начало сезона в стартовом составе, Рубен не играет в основе команды вплоть до самого окончания сезона, когда клуб боролся за выживание в лиге. Четырежды он появлялся на замену, а также сыграл один матч в Кубке Норвегии. Согласно условиям трансфера Оле-Мартина Эрста из льежского «Стандарда» в «Тромсё» в 2006 году, бельгийский клуб предусмотрел для себя опцию бесплатного подписания договора с Йенссеном, и ему был предложен контракт с клубной академией в том же 2006 году. Йенссен отклоняет это предложение.
В июне 2007 года «Стандард» повторяет своё предложение, на сей раз уже предложив одногодичный контракт с основной командой клуба, однако Йенссен вновь отклоняет предложение бельгийцев. Со Штейнаром Нильсеном на тренерском мостике «Тромсё» Йенссен 15 раз появляется на поле, каждый раз выходя на замену.
После начала сезона 2008 года в Тромсё, отыграв несколько матчей, Йенссен забивает свой первый гол в норвежской Типпелиген в победном для своей команды матче против «Хам-Кам» 20 июля 2008 года. Рубен забивает ещё один победный гол в августе, на сей раз, в ворота «Олесунна», и в этом сезоне уже регулярно появляется в стартовом составе, внеся ощутимый вклад в бронзовые медали первенства Норвегии 2008 года.

## Статистика

### Выступления за клубы
| Выступление      | Выступление       | Выступление      | Лига | Лига | Кубок | Кубок | Еврокубки | Еврокубки | Итого | Итого |
| Клуб             | Лига              | Сезон            | Игры | Голы | Игры  | Голы  | Игры      | Голы      | Игры  | Голы  |
| ---------------- | ----------------- | ---------------- | ---- | ---- | ----- | ----- | --------- | --------- | ----- | ----- |
| Тромсё           | Типпелига         | 2006             | 5    | 0    | —     | —     | —         | —         | 5     | 0     |
| Тромсё           | Типпелига         | 2007             | 15   | 0    | —     | —     | —         | —         | 15    | 0     |
| Тромсё           | Типпелига         | 2008             | 20   | 2    | —     | —     | —         | —         | 20    | 2     |
| Тромсё           | Типпелига         | 2009             | 30   | 0    | —     | —     | 6         | 0         | 36    | 0     |
| Тромсё           | Типпелига         | 2010             | 30   | 0    | 2     | 0     | —         | —         | 32    | 0     |
| Тромсё           | Типпелига         | 2011             | 29   | 1    | 2     | 0     | 4         | 1         | 35    | 2     |
| Тромсё           | Типпелига         | 2012             | 29   | 0    | 4     | 1     | 6         | 0         | 39    | 1     |
| Тромсё           | Типпелига         | 2013             | 12   | 1    | —     | —     | —         | —         | 12    | 1     |
| Тромсё           | Итого             | Итого            | 170  | 4    | 8     | 1     | 16        | 1         | 194   | 6     |
| Кайзерслаутерн   | Вторая Бундеслига | 2013/14          | 23   | 2    | 3     | 1     | —         | —         | 26    | 3     |
| Кайзерслаутерн   | Вторая Бундеслига | 2014/15          | 21   | 0    | 3     | 0     | —         | —         | 24    | 0     |
| Кайзерслаутерн   | Вторая Бундеслига | 2015/16          | 31   | 7    | 0     | 0     | —         | —         | 31    | 7     |
| Кайзерслаутерн   | Итого             | Итого            | 75   | 9    | 6     | 1     | —         | —         | 81    | 10    |
| Гронинген        | Эредивизи         | 2016/17          | 35   | 2    | 2     | 0     | —         | —         | 37    | 2     |
| Гронинген        | Эредивизи         | 2017/18          | 12   | 0    | 1     | 0     | —         | —         | 13    | 0     |
| Гронинген        | Итого             | Итого            | 47   | 2    | 3     | 0     | —         | —         | 50    | 2     |
| → Кайзерслаутерн | Вторая Бундеслига | 2017/18          | 14   | 0    | —     | —     | —         | —         | 14    | 0     |
| → Кайзерслаутерн | Итого             | Итого            | 14   | 0    | —     | —     | —         | —         | 14    | 0     |
| Бранн            | Элитсерия         | 2018             | 12   | 0    | —     | —     | —         | —         | 12    | 0     |
| Бранн            | Элитсерия         | 2019             | 26   | 3    | 2     | 0     | 2         | 0         | 30    | 3     |
| Бранн            | Итого             | Итого            | 38   | 3    | 2     | 0     | 2         | 0         | 42    | 3     |
| Тромсё           | ОБОС-лига         | 2020             | 29   | 2    | —     | —     | —         | —         | 29    | 2     |
| Тромсё           | Типпелига         | 2021             | 29   | 0    | —     | —     | —         | —         | 29    | 0     |
| Тромсё           | Типпелига         | 2022             | 27   | 2    | 2     | 0     | —         | —         | 29    | 2     |
| Тромсё           | Типпелига         | 2023             | 10   | 0    | —     | —     | —         | —         | 10    | 0     |
| Тромсё           | Итого             | Итого            | 95   | 4    | 2     | 0     | —         | —         | 97    | 4     |
| Всего за карьеру | Всего за карьеру  | Всего за карьеру | 439  | 22   | 21    | 2     | 18        | 1         | 478   | 25    |

### Матчи Йенссена за сборную Норвегии
| Матчи Йенссена за сборную Норвегии | Матчи Йенссена за сборную Норвегии | Матчи Йенссена за сборную Норвегии | Матчи Йенссена за сборную Норвегии | Матчи Йенссена за сборную Норвегии | Матчи Йенссена за сборную Норвегии |
| ---------------------------------- | ---------------------------------- | ---------------------------------- | ---------------------------------- | ---------------------------------- | ---------------------------------- |
| №                                  | Дата                               | Соперник                           | Счёт                               | Голы Йенссена                      | Соревнование                       |
| 1                                  | 29 мая 2010                        | Черногория                         | 2:1                                | —                                  | Товарищеский матч                  |
| 2                                  | 11 августа 2010                    | Франция                            | 2:1                                | —                                  | Товарищеский матч                  |
| 3                                  | 7 сентября 2010                    | Португалия                         | 1:0                                | —                                  | Чемпионат Европы 2012 (отбор)      |
| 4                                  | 12 октября 2010                    | Хорватия                           | 1:2                                | —                                  | Товарищеский матч                  |
| 5                                  | 17 ноября 2010                     | Ирландия                           | 2:1                                | —                                  | Товарищеский матч                  |
| 6                                  | 9 февраля 2011                     | Польша                             | 0:1                                | —                                  | Товарищеский матч                  |
| 7                                  | 7 июня 2011                        | Литва                              | 1:0                                | —                                  | Товарищеский матч                  |
| 8                                  | 10 августа 2011                    | Чехия                              | 3:0                                | —                                  | Товарищеский матч                  |
| 9                                  | 11 октября 2011                    | Кипр                               | 3:1                                | —                                  | Чемпионат Европы 2012 (отбор)      |
| 10                                 | 12 ноября 2011                     | Уэльс                              | 1:4                                | —                                  | Товарищеский матч                  |
| 11                                 | 15 января 2012                     | Датская Суперлига                  | 1:1                                | —                                  | Товарищеский матч                  |
| 12                                 | 21 января 2012                     | Республика Корея                   | 0:3                                | —                                  | Товарищеский матч                  |
| 13                                 | 29 февраля 2012                    | Северная Ирландия                  | 3:0                                | —                                  | Товарищеский матч                  |
| 14                                 | 26 мая 2012                        | Англия                             | 0:1                                | —                                  | Товарищеский матч                  |
| 15                                 | 2 июня 2012                        | Хорватия                           | 1:1                                | —                                  | Товарищеский матч                  |
| 16                                 | 11 сентября 2012                   | Словения                           | 2:1                                | —                                  | Чемпионат мира 2014 (отбор)        |
| 17                                 | 12 октября 2012                    | Швейцария                          | 1:1                                | —                                  | Чемпионат мира 2014 (отбор)        |
| 18                                 | 16 октября 2012                    | Кипр                               | 3:1                                | —                                  | Чемпионат мира 2014 (отбор)        |
| 19                                 | 14 ноября 2012                     | Венгрия                            | 2:0                                | —                                  | Товарищеский матч                  |
| 20                                 | 8 января 2013                      | ЮАР                                | 1:0                                | —                                  | Товарищеский матч                  |
| 21                                 | 12 января 2013                     | Замбия                             | 0:0                                | —                                  | Товарищеский матч                  |
| 22                                 | 6 февраля 2013                     | Украина                            | 0:2                                | —                                  | Товарищеский матч                  |
| 23                                 | 22 марта 2013                      | Албания                            | 0:1                                | —                                  | Чемпионат мира 2014 (отбор)        |
| 24                                 | 7 июня 2013                        | Албания                            | 1:1                                | —                                  | Чемпионат мира 2014 (отбор)        |
| 25                                 | 11 июня 2013                       | Македония                          | 2:0                                | —                                  | Товарищеский матч                  |
| 26                                 | 6 сентября 2013                    | Кипр                               | 2:0                                | —                                  | Чемпионат мира 2014 (отбор)        |
| 27                                 | 10 сентября 2013                   | Швейцария                          | 0:2                                | —                                  | Чемпионат мира 2014 (отбор)        |
| 28                                 | 15 ноября 2013                     | Дания                              | 1:2                                | —                                  | Товарищеский матч                  |
| 29                                 | 19 ноября 2013                     | Шотландия                          | 0:1                                | —                                  | Товарищеский матч                  |
| 30                                 | 5 марта 2014                       | Чехия                              | 2:2                                | —                                  | Товарищеский матч                  |
| 31                                 | 27 мая 2014                        | Франция                            | 0:4                                | —                                  | Товарищеский матч                  |
| 32                                 | 31 мая 2014                        | Россия                             | 1:1                                | —                                  | Товарищеский матч                  |
| 33                                 | 3 сентября 2014                    | Англия                             | 0:1                                | —                                  | Товарищеский матч                  |
| 34                                 | 9 сентября 2014                    | Италия                             | 0:2                                | —                                  | Чемпионат Европы 2016 (отбор)      |
| 35                                 | 29 марта 2016                      | Финляндия                          | 2:0                                | —                                  | Товарищеский матч                  |
| 36                                 | 29 мая 2016                        | Португалия                         | 0:3                                | —                                  | Товарищеский матч                  |
| 37                                 | 1 июня 2016                        | Исландия                           | 3:2                                | —                                  | Товарищеский матч                  |
| 38                                 | 5 июня 2016                        | Бельгия                            | 2:3                                | —                                  | Товарищеский матч                  |
| 39                                 | 4 сентября 2016                    | Германия                           | 0:3                                | —                                  | Чемпионат мира 2018 (отбор)        |

Итого: 39 матчей / 0 голов; 16 побед, 7 ничьих, 16 поражений.